# José Gregorio García
José Gregorio García (San Miguel de Tucumán, Tucumán, 12 de marzo de 1934) es un exfutbolista argentino que jugaba como arquero.

## Carrera

### Sportivo Guzmán
García inició su carrera en Sportivo Guzmán, donde debutó en el año 1955 ante Argentinos del Norte. En sus años como jugador del juliano, fue figura, por lo que los clubes más importantes de la provincia buscaban hacerse con sus servicios.

### Atlético Tucumán
En 1959 llegó Atlético Tucumán, club que venía de ser campeón tucumano en los dos años anteriores. En este contexto se coronó campeón del anual tucumano y se consagró campeón del Campeonato de Campeones de la República Argentina.

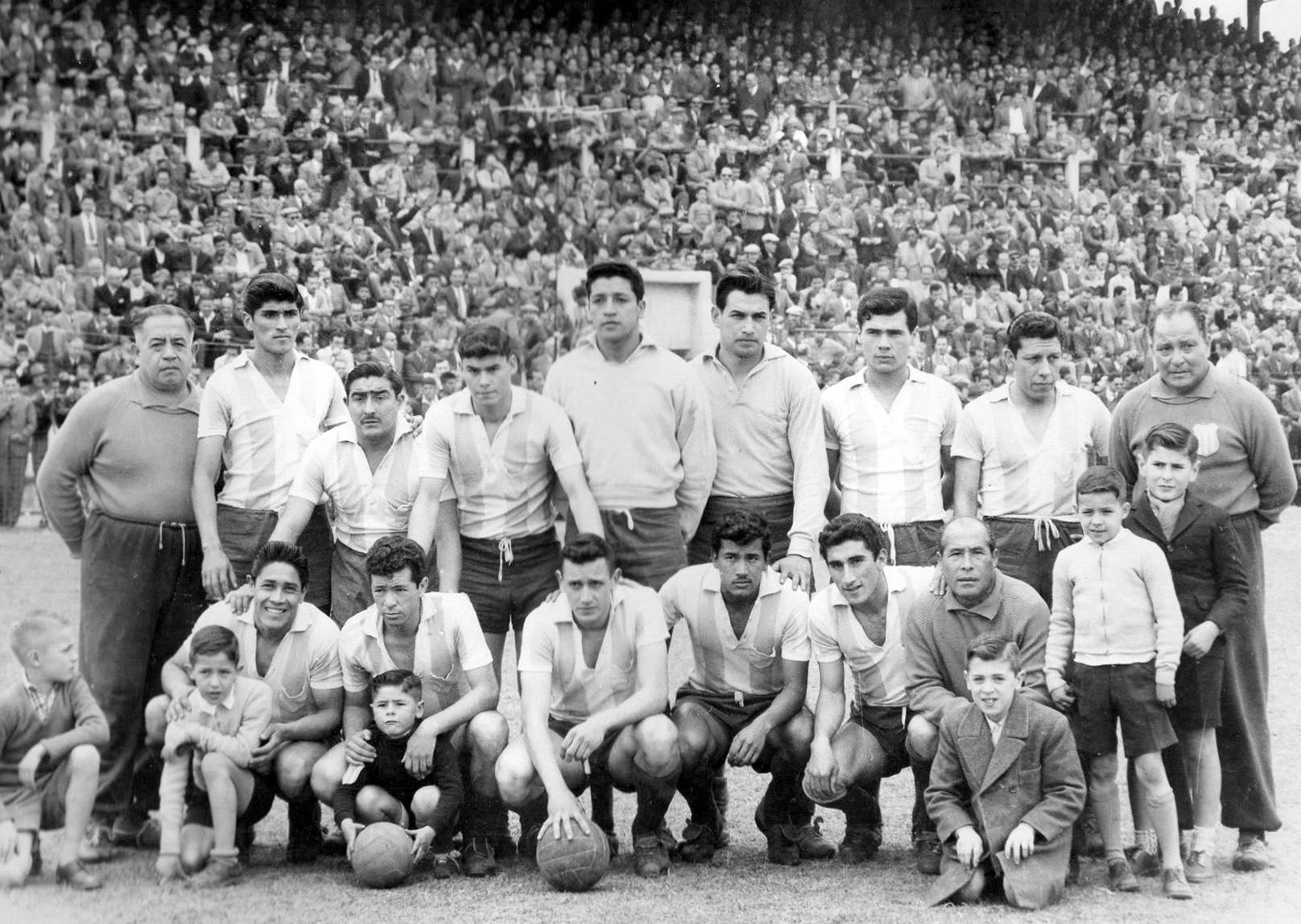
Formación de Atlético Tucumán en 1959.

### Quilmes
Luego del título nacional con el decano, llegó a Quilmes en 1960. En 1961 se coronó campeón de la B Metropolitana y logró el ascenso al metropolitano. Jugó en el cervecero hasta 1964.

### nueva chicago
En 1965 pasó a nueva chicago.

### Tigre
En 1966 se suma a Tigre y jugó la Primera B.

### El Porvenir
En el año 1967 llega al último club de su carrera, El Porvenir. Ese año se retiró del fútbol.

## Clubes
| Club             | País      |
| ---------------- | --------- |
| Sportivo Guzmán  | Argentina |
| Atlético Tucumán | Argentina |
| Quilmes          | Argentina |
| nueva chicago    | Argentina |
| Tigre            | Argentina |
| El Porvenir      | Argentina |

## Palmarés
| Título                                  | Equipo           | País      | Año  |
| --------------------------------------- | ---------------- | --------- | ---- |
| Liga Tucumana                           | Atlético Tucumán | Argentina | 1959 |
| Campeonato de Campeones de la República | Atlético Tucumán | Argentina | 1960 |
| B Metropolitana                         | Quilmes          | Argentina | 1961 |